# Kudensee (Gemeinde)
Kudensee település Németországban, Schleswig-Holstein tartományban. Lakosainak száma 115 fő (2023. december 31.).

## Népesség
A település népességének változása:
| Lakosok száma | 231  | 141  | 138  | 123  | 113  | 112  | 114  | 115  |
|               | 1975 | 2010 | 2014 | 2017 | 2019 | 2021 | 2022 | 2023 |